# Arnaldo Branco
Arnaldo Allemand Branco (Rio de Janeiro, 1972) é um cartunista e roteirista brasileiro. 
Descendente remoto dum suíco francófono do cantão de Valais, é filho do crítico literário Aloísio Branco. Arnaldo formou-se em jornalismo, mas não exerceu a profissão. Trabalhou na loja de móveis de um tio, e como balconista de videolocadora. Começou a publicar webcomics em 2002 no blog Mau Humor. A partir de 2007, publicou a tira Mundinho Animal no portal G1 e a tira Agente Zerotreze para o jornal O Globo. É autor e criador dos personagens de quadrinhos Capitão Presença e Joe Pimp, publicados pela revista Tarja Preta. Em 2006, uma antologia do Capitão Presença foi publicada pela Editora Conrad. Adaptou para os quadrinhos as peças Vestido de Noiva e O Beijo no Asfalto, de Nelson Rodrigues (ilustrados por Gabriel Góes) e Vidas Secas, de Graciliano Ramos (ilustrado por Eloar Guazzelli).
Escreveu roteiros para os programas Casseta & Planeta Urgente e Domingão do Faustão e em 2013 dirigiu a minissérie Overdose para a MTV Brasil. Também trabalhou como roteirista de episódios das séries de desenho animado Irmão do Jorel, Oswaldo, Giga Blaster e O Menino Maluquinho e do programa Greg News.